# 嘘つきアリスとくじら号をめぐる冒険
『嘘つきアリスとくじら号をめぐる冒険』（うそつきアリスとくじらごうをめぐるぼうけん）は、2005年11月23日にリリースされた堀江由衣の5作目のオリジナルアルバム（スタジオ録音アルバム）。

## 解説
- 前作「楽園」から1年10ヶ月と言うブランクを経てリリース。
- アルバムコンセプトが前作「楽園」で一旦終了していたため、堀江本人は制作段階でかなり悩んだと言われている。
- アルバムタイトルは本人が好きなアリスと、2作目「黒猫と月気球をめぐる冒険」の番外編と言う位置づけで決定された。
- 7曲目「Puzzle」は、前作に引き続きangelaが楽曲提供。
- 10曲目「スクランブル」はUNSCANDALとのコラボレート曲でアルバム制作時にソロで歌うことも考案されたが、堀江本人がシングル曲はそのまま収録する事が好きだった為、この曲もシングルのまま収録された。

## 収録曲
| #         | タイトル                   | 作詞             | 作曲                          | 編曲                        | 時間  |
| --------- | -------------------------- | ---------------- | ----------------------------- | --------------------------- | ----- |
| 1.        | 「はじまりの唄」           | 雲子             | 雲子                          | 山崎燿                      | 2:13  |
| 2.        | 「マッシュルームマーチ」   | 椎名可憐         | 大川茂伸                      | 牧野信博                    | 4:35  |
| 3.        | 「世界中の愛を言葉にして」 | 只野菜摘         | 大川茂伸                      | 大川茂伸・酒井陽一          | 4:01  |
| 4.        | 「蒼い森」                 | 松浦有希         | 松浦有希                      | 松浦有希                    | 5:09  |
| 5.        | 「Shiny merry-go-round」   | 松浦有希         | UZA                           | 十川知司                    | 4:01  |
| 6.        | 「くじら光線」             | 雲子             | 雲子                          | 山崎燿                      | 4:17  |
| 7.        | 「Puzzle」                 | atsuko           | atsuko・KATSU                 | KATSU                       | 5:13  |
| 8.        | 「いつか」                 | 雲子             | 雲子                          | 山崎燿                      | 3:46  |
| 9.        | 「day by day」             | aki              | 梶山織江（from swiss camera） | 西崎憲（from swiss camera） | 5:55  |
| 10.       | 「スクランブル」           | スズーキタカユキ | スズーキタカユキ              | UNSCANDAL                   | 3:44  |
| 11.       | 「LET'S GO!!」             | 雲子             | 雲子                          | 山崎燿                      | 3:50  |
| 12.       | 「Will」                   | 松浦有希         | 大川茂伸                      | 大川茂伸・酒井陽一          | 5:41  |
| 13.       | 「口笛」                   | 雲子             | 雲子                          | 山崎燿                      | 3:01  |
| 合計時間: | 合計時間:                  | 合計時間:        | 合計時間:                     | 合計時間:                   | 55:26 |